# Граф Пембрук
Граф Пембрук (англ. Earl of Pembroke) — старинный английский графский титул, существующий до настоящего времени. Впервые титул был учреждён в 1138 году королём Стефаном Блуаским для представителя младшей линии дома де Клер Гилберта Фиц-Гилберта. Обладание титулом в Средние века было связано с владением замком Пембрук и значительной частью территории Пембрукшира в юго-западном Уэльсе. Среди графов Пембрук выделяются такие крупные деятели английской истории, как Ричард Стронгбоу, завоеватель Ирландии, Уильям Маршал, крупнейший государственный деятель и регент Англии начала XIII века, Уильям и Аймер де Валансы, вожди баронских войн XIII — начала XIV веков, Джаспер Тюдор, лидер Ланкастеров в конце войны Алой и Белой розы и дядя короля Генриха VII, а также Филипп Герберт, фаворит Якова I и активный участник Английской революции XVII века. Титул маркиза Пембрук носила Анна Болейн, вторая супруга короля Генриха VIII и мать Елизаветы I.

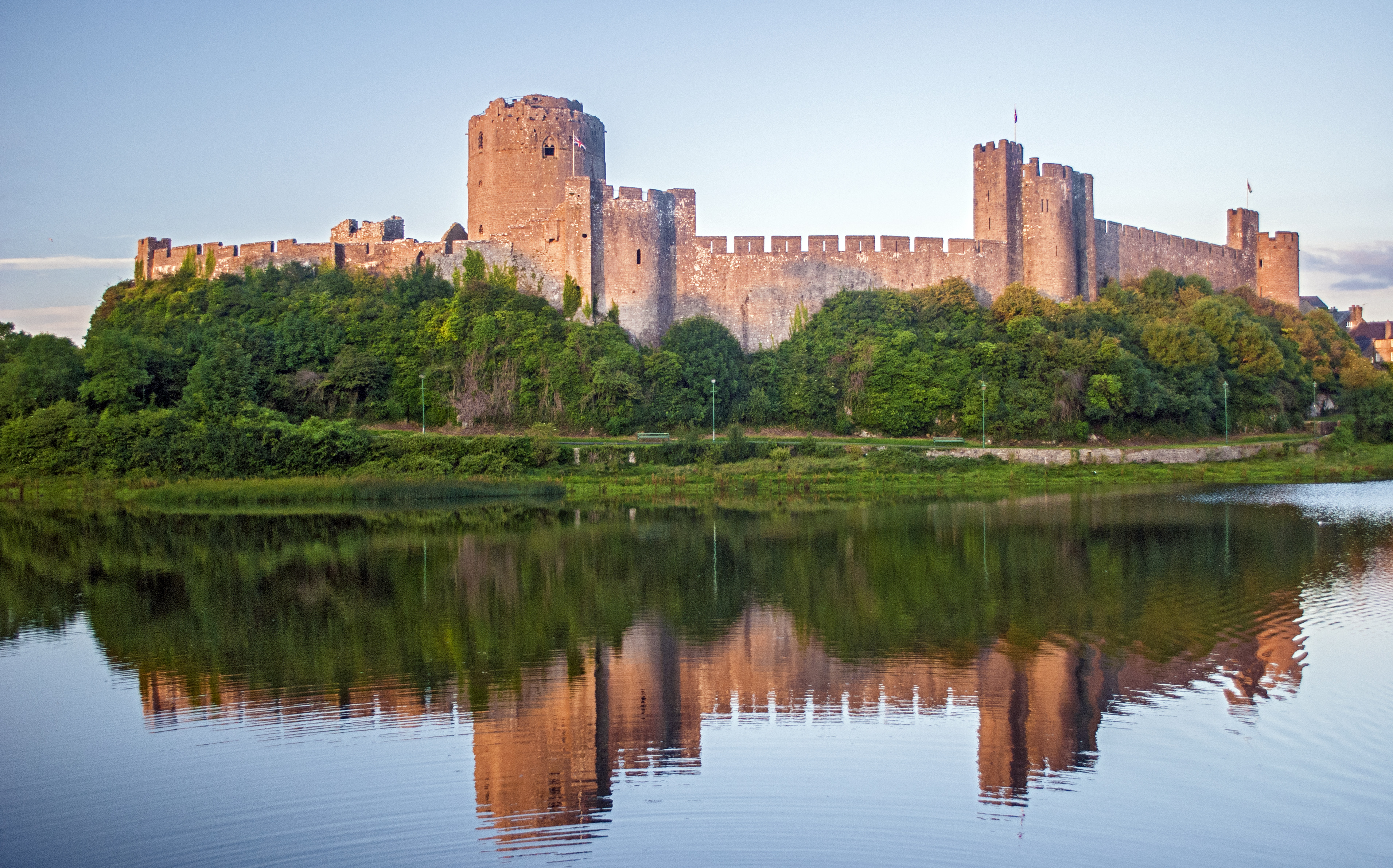
Замок Пембрук

С 1551 года по настоящее время титул графов Пембрук принадлежит дворянскому роду Гербертов. Действующий обладатель титула — сэр Уильям Александр Сидней Герберт, 18-й граф Пембрук (р. 1978). Ему также принадлежат титулы графа Монтгомери (креация 1605 года, пэрство Англии), барона Герберта из Кардиффа (1551, пэрство Англии), барона Герберта из Шерланда (1605, пэрство Англии) и барона Герберта из Ли (1861, пэрство Соединённого королевства). Резиденцией графов Пембрук на протяжении последних четырёхсот лет является дворец Уилтон-Хаус в Уилтшире.

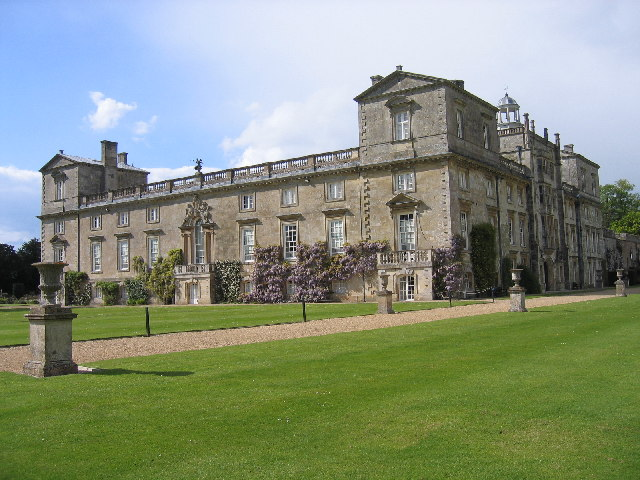
Уилтон-Хаус

## История титула

### Графы Пембрук в Средние века
Впервые титул графа Пембрука был учреждён в 1138 году в рамках кампании Стефана Блуаского по привлечению на свою сторону крупной английской аристократии для борьбы против императрицы Матильды. Он был пожалован Гилберту де Клеру (ум. 1148), основателю младшей линии дома де Клер и сеньору Нетервента (долина Уска в современном Монмутшире). Помимо титула Гилберт де Клер получил замок Пембрук и земли в Пембрукшире, бывшие владения Арнульфа Монтгомери. Сын Гилберта де Клера Ричард, по прозвищу «Стронгбоу» (ум. 1176), являлся одним из крупнейших баронов Валлийской марки, однако новый король Англии Генрих II отказался признать за ним титул графа Пембрука, вероятно из-за его участия в гражданской войне 1135—1154 годов на стороне Стефана Блуаского. В 1169 году Ричард Стронгбоу по приглашению свергнутого короля Лейнстера Диармайта Мак Мурхады отправился на завоевание Ирландии, захватил Уэксфорд, Уотерфорд и Дублин и в результате женитьбы на дочери Диармайта получил право на корону королевства Лейнстер. Несмотря на то, что под давлением Генриха II в 1172 году Ричард был вынужден уступить свои завоевания королю, он сохранил обширные владения и значительное влияние в Ирландии. Наследница Ричарда Стронгбоу Изабелла де Клер вышла замуж за Уильяма Маршала (ум. 1219), за которым в 1189 год было признано право на титул графа Пембрука.

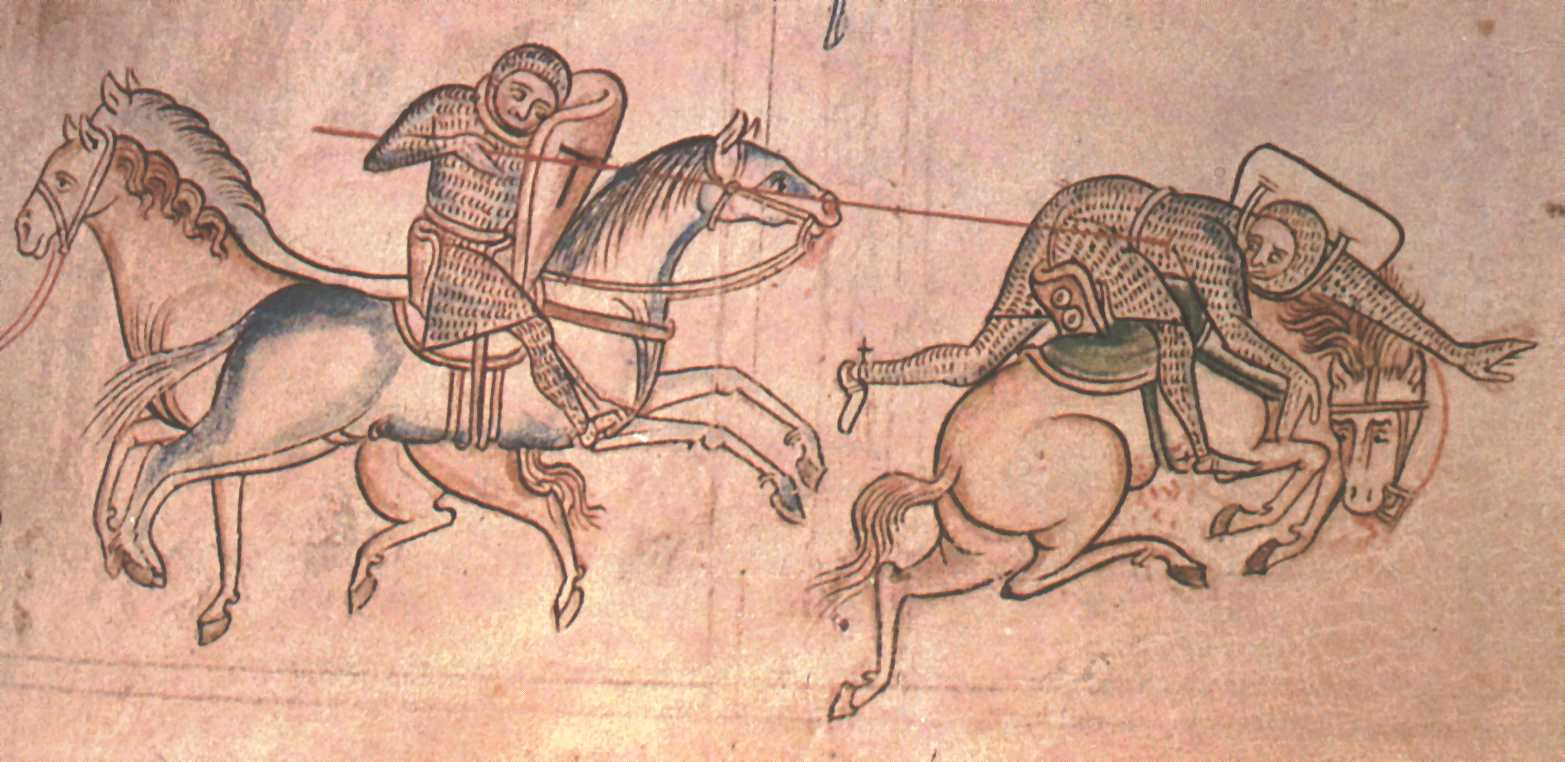
Уильям Маршал на турнире. Иллюстрация из Истории Матвея Парижского

Уильям Маршал, по мнению современников, являлся величайшим рыцарем христианского мира. Он руководил королевской армией в период восстаний баронов начала XIII века, был одним из гарантов Великой хартии вольностей 1215 года, а после смерти Иоанна Безземельного осуществлял функции регента Англии. Его сыновья вели активную завоевательную политику в Уэльсе и Ирландии, а Ричард Маршал (ум. 1234), 3-й граф Пембрук, был одним из лидеров баронской оппозиции против политики Генриха III в 1232—1234 годах. После смерти в 1245 году последнего представителя дома Маршалов мужского пола их владения были разделены между наследниками дочерей Уильяма Маршала, а титул графа Пембрука вернулся в распоряжение короны.
Третья креация титула состоялась в 1247 году для Уильяма де Валенса (ум. 1296) из дома Лузиньянов, единоутробного брата короля Генриха III, который женился на внучке Уильяма Маршала. В период Второй баронской войны в Англии Валанс являлся одним из руководителей партии короля и сражался против войск Симона де Монфора. Сын Уильяма де Валанса Аймер (ум. 1324) выполнял функции правителя Шотландии в 1306 году, а позднее участвовал в движении английских баронов против Пирса Гавестона. В конце концов Аймер де Валанс примирился с Эдуардом II, сражался вместе с ним в битве при Бэннокберне в 1314 году и руководил подавлением выступления Томаса Ланкастера.
После смерти Аймера де Валенса в 1324 году титул графа Пембрука на время перестал существовать, пока в 1339 году он не был вновь воссоздан, на этот раз для правнука Уильяма де Валанса Лоуренса Гастингса (ум. 1348). В доме Гастингсов титул сохранялся до 1389 года. В 1414 году графом Пембрук и герцогом Глостер стал Хэмфри Плантагенет (ум. 1447), четвёртый сын английского короля Генриха IV, по смерти которого титул перешёл к Уильяму де ла Полю (ум. 1450), герцогу Саффолку, фавориту королевы Маргариты Анжуйской, казнённому в преддверии войны Алой и Белой розы.
В 1453 году титулом графа Пембрука был пожалован Джаспер Тюдор (ум. 1495), единоутробный брат короля Генриха VI и один из лидеров партии Ланкастеров. Во время правления Йорков владения и титулы Джаспера Тюдора были конфискованы, а графом Пембрук стал Уильям Герберт (ум. 1469), активный участник войны Алой и Белой розы на стороне йоркистов. Сын Уильяма Герберта в 1479 году уступил титул графа Пембрука королю Эдуарду IV в обмен на титул и владения графов Хантингдона, который в свою очередь присвоил его своему сыну и наследнику Эдуарду, принцу Уэльскому (ум. 1483). Но в 1485 году после битвы при Босворте на английский престол вступил племянник Джаспера Тюдора Генрих VII, в результате чего титул графа Пембрука был возвращён Джасперу. Последний занимал важные посты в администрации Генриха VII и в 1485 году был пожалован титулом герцога Бедфорда. После смерти Джаспера в 1495 году без наследников его титулы вернулись в распоряжение короны.
В 1533 году король Генрих VIII учредил титул маркизы Пембрук, который он незадолго до свадьбы даровал своей второй жене Анне Болейн. Анна стала матерью королевы Елизаветы I, но в 1536 году была обезглавлена по приказу своего супруга.

### Графы Пембрук нового и новейшего времени

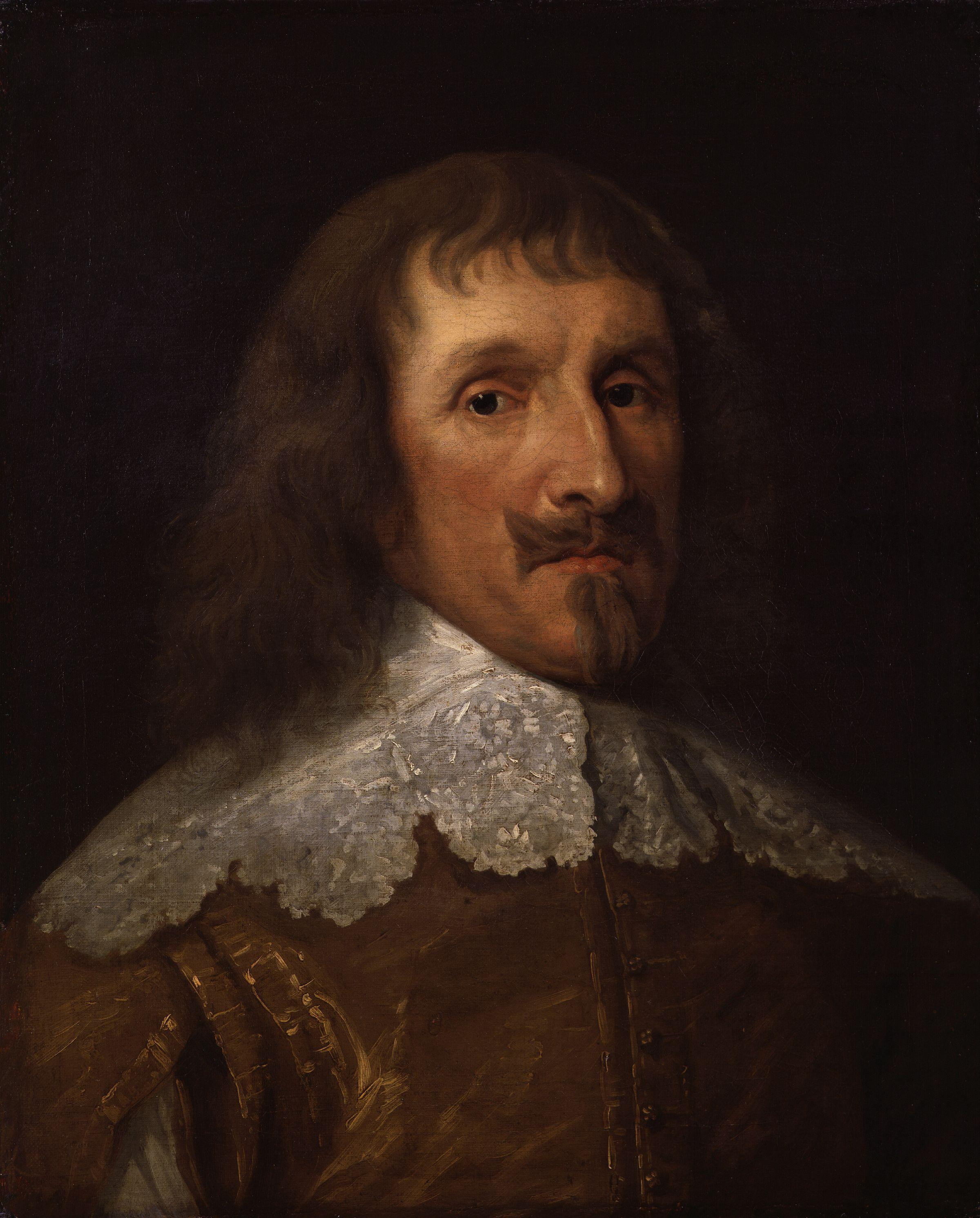
Филипп Герберт, 4-й граф Пембрук. Портрет работы Ван Дейка

Последняя креация титула графа Пембрук состоялась в 1551 году. Этим титулом был пожалован Уильям Герберт (умер в 1570), сын Ричарда, незаконнорождённого сына Уильяма Герберта, йоркистского графа Пембрук, который был женат на Анне Парр, сестре шестой жены Генриха VIII. Уильям Герберт был одним из душеприказчиков короля Генриха VIII и сохранил значительное влияние в период правления Эдуарда VI. Он считается одним из инициаторов попытки передачи престола леди Джейн Грей, однако осознав бесперспективность этого предприятия, граф Пембрук перешёл на сторону королевы Марии, что позволило ему сохранить свои владения и титулы после казни Джейн Грей. В дальнейшем Уильям Герберт осуществлял функции губернатора Кале и президента Совета Уэльса и Марок и получил в результате секуляризации монастырей поместье Уилтон в Уилтшире, остающееся главной резиденцией графов Пембрук до настоящего времени. Жена его сына Генри Герберта (умер в 1601) — Мэри Сидни (ум. 1621), знаменитая графиня Пембрук, покровительница поэтов позднеелизаветинской Англии, одна из первых английских поэтесс и переводчиц. 

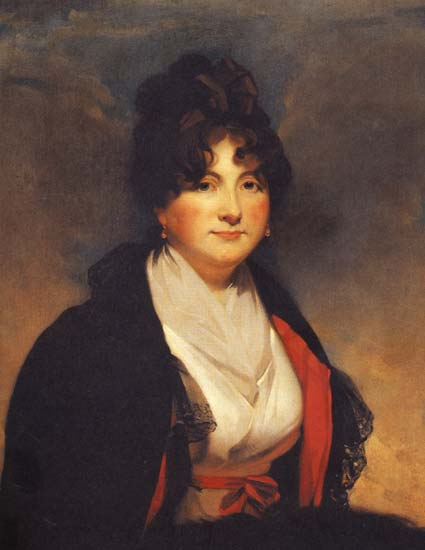
Екатерина Воронцова — русская графиня Пембрук

Уильям Герберт (умер в 1630), 3-й граф Пембрук, был лордом-камергером и лордом-стюардом двора короля Якова I, а его брат Филипп (умер в 1650), 4-й граф Пембрук и 1-й граф Монтгомери, одно время был фаворитом Якова I, а во время революции выступал на стороне парламента. Братьям Герберт было посвящёно «Первое фолио» работ Уильяма Шекспира. Среди их потомков, также носивших титул графов Пембрук, — Томас Герберт (умер в 1733), 8-й граф Пембрук, лорд-адмирал Англии и её представитель на Рисвикском конгрессе, и Генри Герберт (умер в 1750), 9-й граф Пембрук, архитектор Вестминстерского моста в Лондоне.
Георг Август Герберт, 11-й граф Пембрук и 8-й граф Монтгомери (1759—1827), в 1808 году женился вторым браком на фрейлине российской императрицы Марии Фёдоровны, графине Е. С. Воронцовой (1783—1856), дочери российского посла в Англии (с 1784 по 1806 год), графа С. Р. Воронцова (1744—1832) и графини Е. А. Воронцовой (1761—1784). В этом браке родились: сын — Сидни Пембрук, 1-й барон Герберт Ли (1810—1861), а также пять дочерей. Таким образом, «русская графиня Пембрук» также оставила свой след в истории старинного английского рода.
Действующий граф Пембрук — Уильям Александр Сидней Герберт (родился в 1978), является 18-м графом Пембрук и 15-м графом Монтгомери. Наследником обоих графских титулов является рождённый 21 октября 2012 года его сын — Реджинальд Генри Майкл, лорд Герберт. Вторым в линии наследования следует его дальний родственник Георг Реджинальд Оливер Молине Герберт, 8-й граф Карнарвон, потомок младшего сына восьмого графа Пембрук.

## Список графов и маркизов Пембрук

Герб дома де Клер

Герб дома Маршал

Герб дома де Валанс

Герб дома Гастингс

Герб Хэмфри Ланкастера, графа Пембрук

Герб Джаспера Тюдора, графа Пембрук

Герб дома Герберт

### Граф Пембрук, первая креация (1138)
- Гилберт де Клер, 1-й граф Пембрук (1100—1147);
- Ричард Стронгбоу де Клер, 2-й граф Пембрук (1130—1176), лорд Лейнстера, сын предыдущего;
- Гилберт де Клер, 3-й граф Пембрук (1173—1185), сын предыдущего, во владение землями и титулами не вступил, скончавшись в детстве;
- Изабелла де Клер, 4-я графиня Пембрук (1172—1220), сестра предыдущего.

### Граф Пембрук, вторая креация (1189)
- Уильям Маршал, 1-й граф Пембрук (1146—1219), муж Изабеллы де Клер, дочери Ричарда Стронгбоу;
- Уильям Маршал, 2-й граф Пембрук (1190—1231), лорд-маршал Англии, сын предыдущего;
- Ричард Маршал, 3-й граф Пембрук (1191—1234), лорд-маршал Англии, брат предыдущего;
- Гилберт Маршал, 4-й граф Пембрук (ум. 1241), лорд-маршал Англии, брат предыдущего;
- Уолтер Маршал, 5-й граф Пембрук (1191—1245), лорд-маршал Англии, брат предыдущего;
- Ансельм Маршал, 6-й граф Пембрук (ум. 1245), лорд-маршал Англии, брат предыдущего.

### Граф Пембрук, третья креация (1247)
- Уильям де Валанс, 1-й граф Пембрук (ок. 1225—1296), сын Гуго X де Лузиньяна, единоутробный брат короля Генриха III, муж внучки Уильяма Маршала, 1-го графа Пембрук;
- Аймер де Валанс, 2-й граф Пембрук (1270—1324), сын предыдущего.

### Граф Пембрук, четвёртая креация (1339)
- Лоуренс Гастингс, 1-й граф Пембрук (1318—1348), правнук Уильяма де Валанса;
- Джон Гастингс, 2-й граф Пембрук (1347—1375), сын предыдущего;
- Джон Гастингс, 3-й граф Пембрук (1375—1389), сын предыдущего.

### Граф Пембрук, пятая креация (1414)
- Хэмфри Плантагенет (1390—1447), герцог Глостер (с 1414), сын Генриха IV, короля Англии.

### Граф Пембрук, шестая креация (1447)
- Уильям де ла Поль (1396—1450), герцог Саффолк (c 1448).

### Граф Пембрук, седьмая креация (1452)
- Джаспер Тюдор (ок. 1431—1495), герцог Бедфорд (с 1485), титул графа Пембрук конфискован в 1461 году, восстановлен в 1485 году.

### Граф Пембрук, восьмая креация (1468)
- Уильям Герберт, 1-й граф Пембрук (1423—1469);
- Уильям Герберт, 2-й граф Пембрук (ум. 1491), от титула отказался в 1479 году.

### Граф Пембрук, девятая креация (1479)
- Эдуард Плантагенет (1470—1483), принц Уэльский (с 1470), король Англии под именем Эдуарда V в 1483 году.

### Маркиз Пембрук (1533)
- Анна Болейн (1507—1536), вторая жена короля Генриха VIII. Примечательно, что Анна носила титул, как самостоятельная единица и полноправный владелец (suo jure), а не как жена маркиза. Никто не мог отнять у Анны этот титул, даже сам король.

### Граф Пембрук, десятая креация (1551)
- Уильям Герберт, 1-й граф Пембрук (1501—1570), сын Ричарда Герберта, незаконнорождённого сына Уильяма Герберта, 1-го графа Пембрук;
- Генри Герберт, 2-й граф Пембрук (1534—1601), сын предыдущего;
- Уильям Герберт, 3-й граф Пембрук (1580—1630), сын предыдущего;
- Филипп Герберт, 4-й граф Пембрук (1584—1649), 1-й граф Монтгомери (с 1605), брат предыдущего;
- Филипп Герберт, 5-й граф Пембрук и 2-й граф Монтгомери (1621—1669), сын предыдущего;
- Уильям Герберт, 6-й граф Пембрук и 3-й граф Монтгомери (1642—1674), сын предыдущего;
- Филипп Герберт, 7-й граф Пембрук и 4-й граф Монтгомери (около 1652—1683), брат предыдущего;
- Томас Герберт, 8-й граф Пембрук и 5-й граф Монтгомери (1656—1732), брат предыдущего;
- Генри Герберт, 9-й граф Пембрук и 6-й граф Монтгомери (1693—1750), сын предыдущего;
- Генри Герберт, 10-й граф Пембрук и 7-й граф Монтгомери (1734—1794), сын предыдущего;
- Джордж Август Герберт, 11-й граф Пембрук и 8-й граф Монтгомери (1759—1827), сын предыдущего;
- Роберт Генри Герберт, 12-й граф Пембрук и 9-й граф Монтгомери (1791—1862), сын предыдущего;
- Джордж Герберт, 13-й граф Пембрук и 10-й граф Монтгомери (1850—1895), правнук Генри Герберта, 10-го графа Пембрук, сын Сиднея, 1-го барона Ли (1810—1861)
- Сидней Герберт, 14-й граф Пембрук и 11-й граф Монтгомери (1853—1913), брат предыдущего;
- Реджинальд Герберт, 15-й граф Пембрук и 12-й граф Монтгомери (1880—1960), сын предыдущего;
- Сидней Герберт, 16-й граф Пембрук и 13-й граф Монтгомери (1906—1969), сын предыдущего;
- Генри Герберт, 17-й граф Пембрук и 14-й граф Монтгомери (1939—2003), сын предыдущего;
- Уильям Александр Сидней Герберт, 18-й граф Пембрук и 15-й граф Монтгомери (родился в 1978), сын предыдущего.